# NGC 60
NGC 60 ist eine lichtschwache Spiralgalaxie vom Hubble-Typ Sc mit aktivem Galaxienkern im Sternbild Fische auf der Ekliptik. Sie ist schätzungsweise 532 Millionen Lichtjahre von der Milchstraße entfernt und hat einen Durchmesser von etwa 200.000 Lichtjahren. 
Ihre verzerrte Form ist typisch für wechselwirkende Galaxien, die wahrscheinlichste Ursache ist PGC 3111352, eine 30.000 Lichtjahre durchmessende Zwerggalaxie am östlichen Rand.
Das Objekt wurde am 2. November 1882 von dem französischen Astronomen Édouard Jean-Marie Stephan entdeckt.